# August Julius Naundorff
August Julius Naundorff (* 13. Januar 1820 in Dresden; † 11. März 1907 ebenda) war ein sächsischer Offizier und Schriftsteller. Er benutzte das Pseudonym Julius Dornau.

## Leben
Während der Revolution von 1848 galt Naundorff als demokratischer Offizier. 1848 war er mit Friedrich von Wilucki Mitbegründer der Deutschen Kriegerzeitung, die die Errungenschaften der Märzrevolution verteidigte, zog sich aber noch vor Erscheinen der ersten Ausgabe zurück, weil im Zeitungskopf nur Wiluckis Name genannt wurde.
Naundorff war in den 1870er Jahren Oberstleutnant der sächsischen Armee, Vorstand des Festungsgefängnisses und des Garnisons-Hospitals in Dresden sowie Schriftführer des Albert-Vereins, des 1867 gegründeten Landesfrauenvereins vom Roten Kreuz. 1886 erhielt er den Charakter als Oberst. Er war Ritter I. Klasse des Zivilverdienstordens, Komtur II. Klasse des Albrechts-Ordens, Ritter III. Klasse des Roten Adlerordens sowie Träger des Kronenordens II. Klasse.
Mit der militärischen Krankenpflege befasste sich seine Darstellung Unter dem rothen Kreuz von 1867. Die Zeitschrift Der Sammler urteilte: „Das Buch macht dem Herzen wie der wissenschaftlichen Bildung seines Verfassers die größte Ehre und ist in den zunächst betheiligten Kreisen der Aerzte, der Johanniter und aller Andern, die sich barmherzigen Werken widmen, als bestes Werk seiner Art anerkannt worden.“ Die Pazifistin Bertha von Suttner bezeichnete es als „erschütterndes Buch“.
Seine Werke schrieb er anonym, unter Pseudonym oder unter seinem Namen.

## Werke (Auswahl)

### Bücher
- (Julius Dornau:) Bergmann und Wilddieb. Barth, Leipzig 1841. Dänisch Bjergmand og Vildttyv, Kopenhagen, 1841
- (Julius Dornau:) Liebe und Rache. Ein Novellenkranz. Kollmann, Leipzig, 1843
- (Julius Dornau:) Die dunkeln Rosen. Roman aus der zeit der französischen Revolution. 3 Bände, Reichenbach, Leipzig, 1845
- (anonym:) Der Stern von Isola. Eine Erzählung. Kollmann, Leipzig, 1862
- (August Julius Naundorff:) Unter dem rothen Kreuz. Fremde und eigene Erfahrungen auf böhmischer Erde und den Schlachtfeldern der Neuzeit. Veit, Leipzig, 1867
- (August Julius Naundorff:) Der Albertverein, seine Entstehung und Entwickelung in den Jahren 1867–1892. Eine Denkschrift. Gärtner, Dresden, 1892

### Bühnenstücke
Aufgeführt wurden:
- Georg Washington. Schauspiel. Aufführungen in Dresden, Hamburg, Riga, Nürnberg, Berlin
- Die Einquartierung. Lustspiel.
- Johanna. Lustspiel.